# Inovio Pharmaceuticals
A Inovio Pharmaceuticals é uma empresa americana de biotecnologia focada no desenvolvimento e comercialização de produtos usando DNA sintético para o tratamento de câncer e de doenças infecciosas. A Inovio encontra-se entre as centenas de entiidades na busca de desenvolver uma vacina para tratar pessoas infectadas com COVID-19.

## Tecnologia
A tecnologia Inovio é baseada na inserção de DNA modificado nas células, onde é transcrito e traduzido em proteínas, estimulando a geração de células T e anticorpos que ajudam no combate à doença. A tecnologia pode ser "direcionada" a tipos específicos de câncer e doenças imunológicas, como as produzidas por um vírus.

### Dispositivo de injeção Cellectra
Para facilitar o uso de seus produtos, a Inovio fabrica um dispositivo de eletroporação proprietário, denomiado  "Cellectra". O aparelho  descrito pela empresca como fornecendo um "pulso elétrico breve para abrir reversivelmente pequenos poros da célula para permitir a entrada de plasmídeos,". Em junho de 2020, no contexto da corrida pela vacina contra a COVID-19 o Departamento de Defesa dos EUA investiu US$71 milhões para desenvolver ainda mais o Cellectra como um dispositivo portátil e encomendar  dispositivos.

## Desenvolvimento de vacinas
Em um ensaio clínico de Fase I de escalada de dose de 2016 para avaliar a segurança após injeção intramuscular em adultos saudáveis, o candidato à vacina Inovio, INO-470 contra o coronavírus da síndrome respiratória do Oriente Médio (MERS), se mostrou seguro. O estudo também demonstrou respostas imunes em mais de 85% dos indivíduos após duas vacinações.
Em fevereiro de 2020, após receber detalhes da sequência genética do coronavírus, a Inovio anunciou que havia produzido uma vacina baseada em DNA como uma terapia potencial para o COVID-19 . A Inovio está concorrendo para desenvolver uma vacina contra o coronavírus com várias outras empresas, que estavam conduzindo pesquisas humanas pré-clínicas ou em estágio inicial em mais de 170 candidatos a vacina, até o final de junho. Em abril de 2020, a Inovio iniciou um estudo de fase I do candidato à vacina COVID-19, INO-4800.

### Parcerias
Em janeiro de 2020, a Coalizão de Inovações em Preparação para Epidemias (CEPI) anunciou que concederia até US $ 9 milhões a Inovio para o desenvolvimento de uma vacina contra a SARS-CoV-2. A Inovio tem parcerias para desenvolver seu candidato a vacina COVID-19 com o CEPI, o Instituto Nacional de Saúde da Coréia do Sul e o Instituto Internacional de Vacinas .

### Pesquisa Clinica
A Inovio está colaborando com a Beijing Advaccine Biotechnology Co., uma empresa chinesa de biotecnologia, A Inovio possui parcerias com fabricantes para aumentar a produção de uma vacina se os testes preliminares de eficácia forem bem-sucedidos.  Em abril de 2020, a empresa iniciou estudos humanos de segurança da Fase I de sua vacina principal (INO-4800) nos Estados Unidos e um estudo de Fase I-II na Coréia do Sul para testar a imunização contra o vírus COVID-19.
No início de junho, a Inovio formou uma parceria com o Instituto Internacional de Vacinas e a Universidade Nacional de Seul, Coréia do Sul, para promover a pesquisa em humanos com o INO-4800 em um estudo de segurança e eficácia da Fase I-II a ser realizado em 120 participantes do Hospital Universitário Nacional de Seul, a partir de Junho. O estudo é financiado pela Coalizão de Inovações em Preparação para Epidemias e é apoiado pelos Centros de Controle e Prevenção de Doenças da Coréia e pelo Instituto Nacional de Saúde da Coréia.